# Rippa

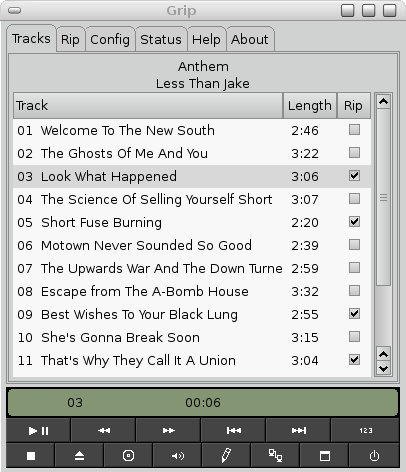
En programvara för att rippa.

Rippning eller att rippa (engelska: ripping) syftar vanligtvis på att kopiera ljud eller bild till en hårddisk eller annat lagringsmedium. Den ursprungliga betydelsen är att man läser in en analog bild till datorn med hjälp av en bildläsare. Uttrycket kommer från engelskans RIP "Raster Image Processing".
Omfattningen av uttrycket har efter hand expanderat till att omfatta att man läser in ett original (inte nödvändigtvis ett ursprungsoriginal) från tex CD eller DVD etc till datorn. Ofta konverteras data från det ursprungliga formatet till ett annat (från analog till digitalt), vilket ger en högre grad av datakomprimering. Till exempel konverteras ljudkällor (media) - ljud-CD-skivor, vinyl, radiosändningar - till mp3, ogg, wma. Video + ljuddata (signaler) (DVD, TV, VHS) komprimera xvid, divx, h264, wmv). Resultatet lagras som en eller flera containerfiler (MPEG, RIFF, OGM, MKV). Till exempel konverteras VHS-kassetter till DVD (till exempel DVD5 (4,7 GB disk) eller DVD9 (8,5 GB disk) för de nu populära DVD-spelarna. Även när det är fråga om olaglig filkopiering (piratkopiering) kallas det att rippa.
Ordet rippa i den betydelsen är belagt i svenskan sedan 1998. I äldre svenska kunde rippa antingen syfta på att hasta eller ila, alternativt ordet repa.